# 欧州開発基金
欧州開発基金（おうしゅうかいはつききん）はアフリカ・カリブ海・太平洋諸国そして欧州連合加盟国の海外領土で協同して開発援助を行う欧州連合のための主要基金である。
1957年の欧州経済共同体設立条約の131条と136条で当時依然として植民地で国によっては歴史的な関係のあるアフリカ諸国に対する技術援助と財政援助を保障する観点から創設を謳っていた。
通常6年ごとに欧州開発基金は全体として個々の国や地域に欧州連合の援助を行っている。2008年からは第10次の基金プログラムを実施している。